# میشل هارد
میشل هارد (انگلیسی: Michelle Hurd؛ زادهٔ ۲۱ دسامبر ۱۹۶۶) یک بازیگر سینما، و هنرپیشه اهل ایالات متحده آمریکا است. وی از سال ۱۹۸۹ میلادی تاکنون مشغول فعالیت بوده‌است.

## بخشی از فیلمشناسی
از فیلم‌ها یا برنامه‌های تلویزیونی که وی در آن نقش داشته‌است می‌توان به آثار زیر اشاره کرد.
- قلب تصادفی (۱۹۹۹)
- به گورت تف می‌کنم ۳ (۲۰۱۵)
- دنیایی دیگر (مجموعه تلویزیونی) (۱۹۹۱–۱۹۹۷)
- قانون و نظم: واحد قربانیان ویژه ()
- داستان‌های باورنکردنی (۱۹۹۸)
- به گفته جیم (۲۰۰۴)
- او. سی (۲۰۰۴)
- افسون‌شده (۲۰۰۵)
- استخوان‌ها (مجموعه تلویزیونی) (۲۰۰۶)
- گروگان (مجموعه تلویزیونی) (۲۰۰۶)
- بخش فوریت‌های پزشکی (مجموعه تلویزیونی) (۲۰۰۶–۲۰۰۷)
- دختر سخن‌چین (۲۰۰۷–۲۰۰۸)
- سی‌اس‌آی: میامی (۲۰۰۹)
- همسر خوب (۲۰۰۹)
- فلش فوروارد (۲۰۱۰)
- ۹۰۲۱۰ (مجموعه تلویزیونی) (۲۰۱۱–۲۰۱۳)
- دختر با احتمال زیاد (۲۰۱۲)
- داستان زندگی هوپ (۲۰۱۳)
- دروغ‌گوهای کوچک زیبا (۲۰۱۴)
- هاوایی فایو-زیرو (۲۰۱۴–۲۰۱۹)
- خدمتکاران حیله‌گر (۲۰۱۵)
- چگونه از مجازات قتل فرار کنیم (۲۰۱۵)
- جسیکا جونز (مجموعه تلویزیونی) (۲۰۱۵)
- معماهای لورا (۲۰۱۵)
- دردویل (مجموعه تلویزیونی) (۲۰۱۶)
- نقطه کور (مجموعه تلویزیونی) (۲۰۱۶–۲۰۲۰)
- اسلحه مرگبار (مجموعه تلویزیونی) (۲۰۱۷)
- جوان‌تر (۲۰۱۷)